# Desmomys
Desmomys är ett släkte gnagare i familjen råttdjur (Muridae) med två arter.

## Beskrivning
Individernas kroppslängd (huvud och bål) ligger vid 12 cm och därtill kommer en cirka 15 cm lång svans. Pälsen har på ovansidan en gulgrå färg, buken är ljusgrå. I kroppsformen är de typiska råttdjur med spetsig nos.
Arterna lever endemiska på Etiopiens högplatå mellan 1 800 och 2 800 meter över havet. De vistas ofta i träskmarker men har bra förmåga att klättra i träd. Annars är inte mycket känt om deras beteende.
Släktet utgörs av två arter.
- Desmomys harringtoni lever i västra Etiopien, den har ett större utbredningsområde och är vanligt förekommande, listas av IUCN som livskraftig (LC).
- Desmomys yaldeni beskrevs först 2003, den förekommer i ett mindre område i sydvästra Etiopien och räknas som starkt hotad (EN).

Släktet räknas i underfamiljen Murinae till Arvicanthis-gruppen.